# Guy Bedos
Pour les articles homonymes, voir Bedos.
Guy Bedos, né le 15 juin 1934 à Alger et mort le 28 mai 2020 à Paris, est un humoriste, artiste de music-hall, acteur et scénariste français. Il fait partie des comédiens formant la Bande du Conservatoire, au début des années 1950.

## Biographie

### Famille et débuts
Arrière-petit-fils de l'homme politique Alfred Letellier, Guy Bedos est le fils d'Alfred Bedos, visiteur médical, et d'Hildeberte Verdier (1913-2008), fille du proviseur du lycée Bugeaud à Alger (l'actuel lycée Émir Abd el-Kader), où il a été élève. Ses parents s'étant séparés, il est ballotté de maison en hôtel, entre Kouba, où il est mis en pension à l'âge de sept ans chez Finouche, qui lui sert d'institutrice, Souk Ahras et Constantine. Il est scolarisé à treize ans au lycée public Saint-Augustin de Bône (aujourd'hui Annaba).
Selon son autobiographie Mémoires d’outre-mère, ses mauvais rapports avec sa mère et son beau-père (ouvrier, puis patron d'une scierie avec lequel Hildeberte s'est remariée) lui rendent la vie difficile : son beau-père bat sa mère, qui bat son fils en retour. Il y raconte aussi que c'est son beau-père, raciste et antisémite, et sa mère, pétainiste, qui lui ont donné sa conscience politique humaniste. Il révèle également qu'il présentait à cette époque des troubles obsessionnels compulsifs (par exemple il lui arrivait de monter et de descendre plusieurs fois dans la journée les escaliers un journal à la main).
C'est son oncle Jacques Bedos (1918-2017), qui a travaillé à Radio Alger avant d'entrer à l'ORTF à Paris, qui est à l'origine de sa vocation d'artiste.
Arrivé à Paris en juin 1949 avec ses parents et ses demi-sœurs jumelles, il quitte la maison familiale de Rueil-Malmaison en février 1950 et vit de la vente de livres, pratiquant le porte-à-porte,. À l'âge de 17 ans, il entre à l’école de la rue Blanche, y apprend le théâtre classique et signe sa première mise en scène à 17 ans et demi : il s'agit de la pièce de Marivaux Arlequin poli par l’amour. 
Guy Bedos intègre la compagnie du Théâtre du petit Jacques et tient le rôle de Bidibi dans Les Aventures de Bidibi et Banban, aux côtés de Michèle Bardollet, Jean-Paul Rouland et Roger Dumas. 
Il joue au théâtre mais aussi dans les cabarets, comme La Fontaine des Quatre-Saisons, où il est engagé par François Billetdoux, quand Jacques Prévert, qui lui trouve des talents d'écriture, l'incite à écrire des sketches. Il y interprète son premier sketch, signé par Jacques Chazot, La Galerie 55.
Appelé à accomplir son service militaire durant la guerre d'Algérie, il fait la grève de la faim et réussit à être réformé pour maladie mentale.

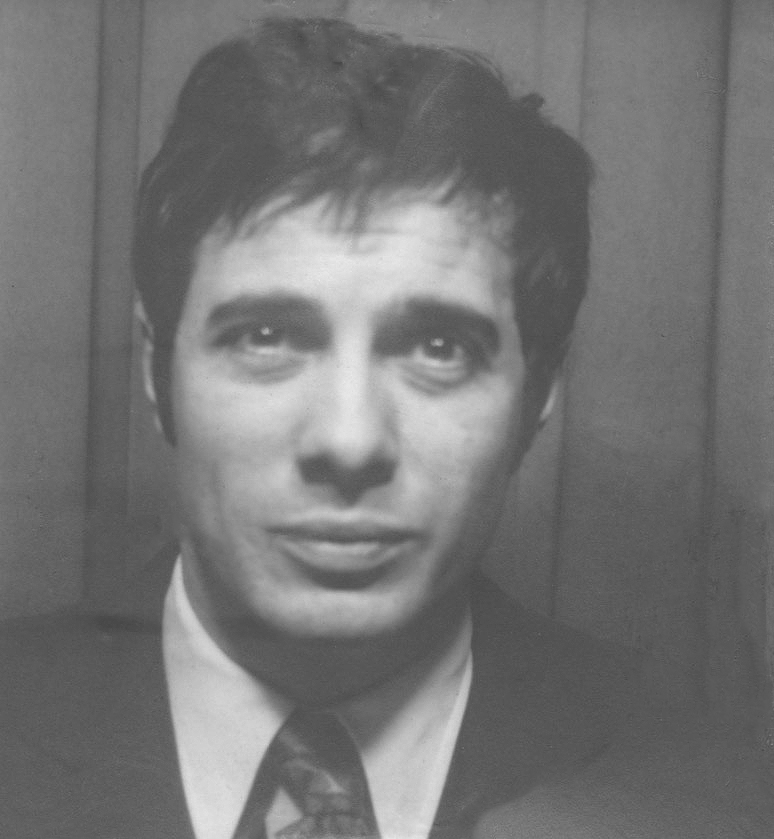
Guy Bedos au début des années 1960. Photo d'identité (Sacem).

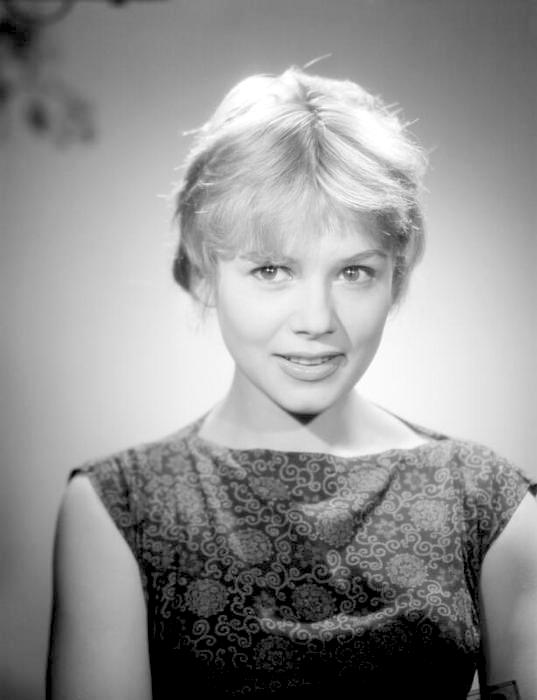
Sa partenaire et compagne Sophie Daumier en 1959 (Studio Harcourt).

### Carrière
En 1965, Guy Bedos débute au music-hall avec l'agence Audiffred à Bobino en covedette avec la chanteuse Barbara, puis se lance dans une carrière d'humoriste en formant un duo avec Sophie Daumier. Après leur séparation en 1974, il se lance dans une carrière solo, tout en s'affirmant comme un acteur accompli au cinéma et dans des téléfilms.
Au cinéma, dans les années 1970, il est connu pour son rôle récurrent de Simon, médecin étouffé par sa mère juive d'Algérie très possessive, dans les films Un éléphant ça trompe énormément (1976) et Nous irons tous au paradis (1977) d'Yves Robert.
Par la suite, il réalise et interprète de nombreux spectacles, dont un avec les comédiens Michel Boujenah et Smaïn, intitulé Coup de soleil à l'Olympia ainsi qu'un duo avec Muriel Robin en 1992. 
Il a aussi joué dans des pièces de théâtre comme La Résistible Ascension d'Arturo Ui de Bertolt Brecht. 
Il a contribué régulièrement à l'hebdomadaire satirique Siné Hebdo créé par le dessinateur Siné, jusqu'à ce qu'il cesse d'être publié. Il avait pris la défense de Siné lorsque celui-ci avait été accusé d'antisémitisme par le directeur de Charlie Hebdo, Philippe Val. Il en voudra à Charlie Hebdo en déclarant, fin 2012, « Charlie Hebdo, c'est pas mes copains, qu'ils crèvent » lors d'une interview à Var-Matin.

### Mort
Le 28 mai 2020, le fils de Guy Bedos, Nicolas, annonce sur le réseau social Twitter la mort de son père à l'âge de 85 ans. À la fin de sa vie, celui-ci était atteint d'une forme de maladie d'Alzheimer,,. Selon sa fille Victoria, il a « fait une grève de la faim pour que ça s’arrête, que cette confusion mentale cesse ».
Ses obsèques ont lieu le 4 juin 2020 à l'église de Saint-Germain-des-Prés en présence de très nombreuses personnalités et une foule de plusieurs centaines de personnes. Il est ensuite inhumé le 8 juin dans le cimetière de Lumio (Haute-Corse),. Près d'un an après sa mort, Nicolas Bedos admet avoir aidé son père à mourir. Il contacte un médecin, qui lui prescrit un antiépileptique dont il ne fera finalement pas usage : « Je me revois sur mon scooter, me rendant à la pharmacie pour acheter la mort de l'homme que j'aime le plus au monde », déclare t-il.

## Vie privée
Guy Bedos a été marié trois fois :

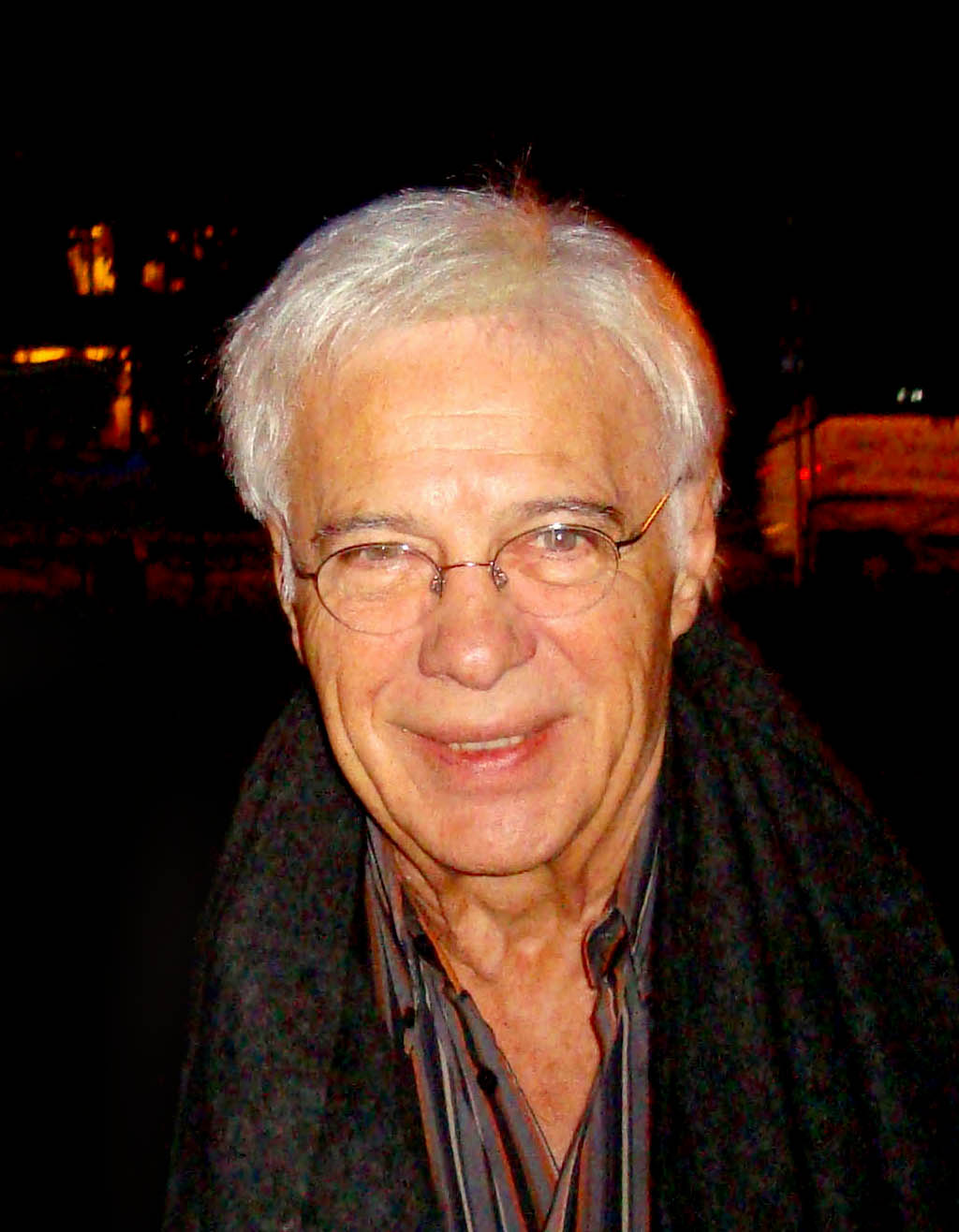
Guy Bedos en 2011.

- avec Karen Blanguernon (1935-1996), dont il a une fille, Leslie (née en 1957)[12] ;
- avec Sophie Daumier (1934-2004), épousée le 19 février 1965[28], et dont il adopte le fils, Philippe (1954-2010)[29], mort comme sa mère de la maladie de Huntington. Ils se séparent en 1977 ;
- avec Joëlle Bercot (née en 1957), qu'il épouse en 1978, et dont il a deux enfants : Nicolas (né en 1979) et Victoria (née en 1984).

Il a aussi une fille, Mélanie, née en 1977, avant son divorce (certaines sources indiquent qu'il s'agirait de la fille de Sophie Daumier. D'autres disent qu'il a écrit dans son autobiographie qu'elle est née « d'une liaison d'intérim entre mes deux mariages »).
Dans un entretien paru en décembre 2011, il évoque ses proches disparus, et notamment Françoise Dorléac : « J’avais une fiancée, Françoise Dorléac. Depuis sa mort, je ne peux plus passer devant le Louvre sans la voir. »
Suzanne Gabriello a eu une relation amoureuse avec lui. Il l'évoque dans son livre Je me souviendrai de tout, Journal mélancomique chez Fayard en 2015 sans en révéler le nom. Laurent Ruquier a dévoilé ce nom lors de son émission On n'est pas couché le 12 septembre 2015.
Guy Bedos était ami avec Pierre Desproges. Les deux amis s'appréciaient et Guy Bedos a aidé Pierre Desproges à remonter sur scène en 1984. Il évoquera vingt-sept années après la mort de son ami l'aide qu'il lui a apportée à mourir à l'hôpital.
Il était gros fumeur, l'assumait et n'avait pas peur des conséquences. En 2007, il déclare ainsi au magazine L'Express : « Quand je lis « fumer tue », ça m'excite. »

## Engagements publics
Il se revendique « homme de gauche » sans soutenir un parti politique en particulier. Il est désigné par des adversaires politiques comme l'un des représentants de la gauche caviar, alors que lui se voit comme appartenant à la « gauche couscous ».
Quelquefois en désaccord avec les idées de ses compatriotes pieds-noirs, il se sent « tout de même plus proche d'Albert Camus que d'Enrico Macias ».
Il est membre du groupe d'intellectuels qui s'oppose à l'extradition du terroriste italien d'extrême gauche Cesare Battisti après 2002. Dès 2008, il apporte son soutien à Yvan Colonna.

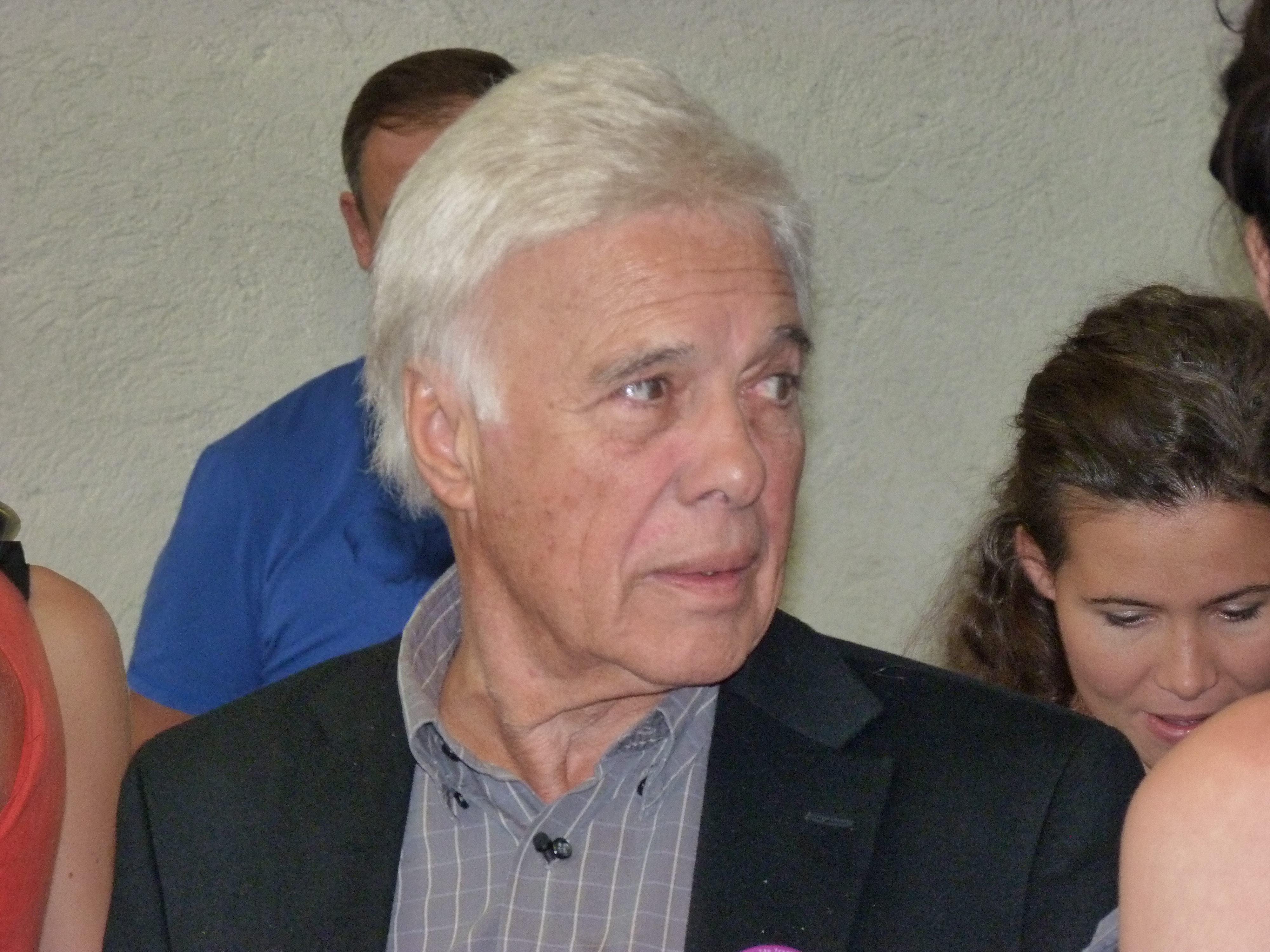
Guy Bedos en 2011.

À plusieurs reprises, il soutient les militants de l'association Droit au logement. Il est membre de la Ligue des droits de l'Homme.
Membre du comité d'honneur de l'Association pour le droit de mourir dans la dignité, il s'implique régulièrement aux côtés de l'association et cosigne, en 2012, un appel aux candidats à l'élection présidentielle leur demandant de s'engager à déposer un projet de loi pour légaliser l'euthanasie.
En octobre 2013, lors d'un spectacle, il prend à partie l'ancienne ministre Nadine Morano, déclenchant alors de nombreux commentaires dans les médias,. Attaqué en justice par cette dernière, il est relaxé par le tribunal de Nancy. Le 7 juin 2017, la cour de cassation déboute Nadine Morano de ses poursuites contre Guy Bedos.
Le 25 septembre 2015, il déclare sur France Info : « Zemmour est juif. Mais il veut être plus français que les Français. Mon grand-père était bâtonnier à Alger, il a milité pour le décret Crémieux qui a fait des juifs d'Algérie des Français. Rétrospectivement, quand je vois Zemmour, je le regrette. »

À la primaire citoyenne de 2017, il soutient Arnaud Montebourg et déclare : « Je trouve que Manuel Valls est de gauche comme je suis d'extrême droite. Il y a des tas de choses qui m'ont déplu dans son comportement quand il était Premier ministre et même ministre de l'Intérieur. » Initialement nommé à la tête du comité de soutien de Montebourg, Bedos commence par refuser de le présider, puis accepte, avant de renoncer définitivement,. Il intervient de nouveau, de manière impromptue selon lui, lors de son dernier meeting parisien avant le premier tour, déclarant qu’il était « de gauche mais pas socialiste ». À cette occasion, il rappelle qu’il est contre le racisme sous toutes ses formes, tout en précisant : 

« Mais je ne suis pas toujours d’accord avec la façon dont mes amis musulmans traitent les femmes. Je le dis. Je m’en fous si ça déplaît à certains. »

Guy Bedos vient soutenir Jean-Luc Mélenchon, qu'il avait déjà soutenu à l’élection présidentielle de 2012, à la marche pour la VIe République de La France insoumise, le 18 mars 2017. Il vote pour Emmanuel Macron au second tour de la présidentielle, considérant que battre le Front national est « une urgence absolue ».
Il signe une pétition en soutien à Gérard Filoche, exclu du Parti socialiste à la suite d'un tweet jugé antisémite, en soulignant l'« atteinte portée à l’honneur d’un militant qui a consacré sa vie entière à défendre les libertés syndicales et le Code du travail, à lutter contre le racisme et l’antisémitisme ».

## Condamnation
En 1995, Guy Bedos est condamné par le conseil des prud'hommes de Tours à verser des indemnités en dommages et intérêts pour avoir licencié « pour faute grave » un couple qu'il avait embauché pour s'occuper de l'entretien d'un château loué. Le comédien leur reprochait d'avoir utilisé un désherbant nocif et a affirmé que l'homme, « violent », avait eu à l'égard de sa femme et de ses enfants « un comportement inquiétant et même menaçant ». Le jugement du tribunal a requalifié le licenciement en « licenciement sans cause réelle et sérieuse », donnant droit à une indemnité de près de 20 000 francs d'arriérés de salaires.

## Filmographie

### Cinéma

#### Longs métrages
- 1955 : Futures Vedettes de Marc Allégret : Rudy
- 1956 : Courte Tête de Norbert Carbonnaux : Fred Campuche, le jockey
- 1958 : Sacrée Jeunesse d'André Berthomieu : « Mickey », le jeune qui reçoit la gifle
- 1958 : Les Tricheurs de Marcel Carné : un de la bande
- 1960 : La Millième Fenêtre de Robert Ménégoz
- 1961 : Ce soir ou jamais de Michel Deville : Jean-Pierre
- 1962 : Le Caporal épinglé de Jean Renoir : le bègue
- 1962 : L'Empire de la nuit de Pierre Grimblat : Gaspard
- 1963 : La Soupe aux poulets de Philippe Agostini : Hardouin
- 1963 : Dragées au poivre de Jacques Baratier : Gérard
- 1964 : Aimez-vous les femmes ? de Jean Léon : Jérome Fénouic
- 1965 : Les Copains d'Yves Robert : Martin
- 1967 : Sept hommes et une garce de Bernard Borderie : Latouche
- 1969 : Appelez-moi Mathilde de Pierre Mondy : Georges, le fils de François
- 1970 : Le Pistonné de Claude Berri : Claude Langmann, le pistonné
- 1971 : Pouce de Pierre Badel : lui-même
- 1972 : L'Œuf de Jean Herman : Émile Magis
- 1975 : Le Jardin qui bascule de Guy Gilles : Maurice Garcia
- 1976 : Un éléphant ça trompe énormément d'Yves Robert : Simon
- 1977 : Nous irons tous au paradis d'Yves Robert : Simon
- 1980 : Même les mômes ont du vague à l'âme de Jean-Louis Daniel : Edy Valter
- 1984 : Réveillon chez Bob de Denys Granier-Deferre : Thierry Hubert
- 1986 : Sauve-toi, Lola de Michel Drach : Tsoukolsky
- 1987 : Il est génial papy ! de Michel Drach : Sébastien
- 1991 : Contre l'oubli de Patrice Chéreau
- 1992 : Le Bal des casse-pieds d'Yves Robert : Germain, le pessimiste
- 1996 : Un homme est tombé dans la rue de Dominique Roulet
- 1997 : Sous les pieds des femmes de Rachida Krim : le procureur
- 2003 : Les Clefs de bagnole de Laurent Baffie : lui-même
- 2006 : La Jungle de Matthieu Delaporte : le père de Vincent
- 2007 : Survivre avec les loups de Véra Belmont : Jean
- 2010 : Mourir ? Plutôt crever ! de Stéphane Mercurio : lui-même
- 2011 : Moi, Michel G., milliardaire, maître du monde de Stéphane Kazandjian : Frank-David Boulanger
- 2012 : Et si on vivait tous ensemble ? de Stéphane Robelin : Jean

Certaines sources le créditent à tort dans Carambolages (1962) de Marcel Bluwal.

#### Courts métrages
- Quand le soleil dort (1954)
- La Revenante (1960)

### Télévision
- 1963 : Les Raisins verts
- 1987 : Bonne chance, Monsieur Pic de Maurice Failevic
- 1999-2001 : Chère Marianne (série en cinq épisodes)
- 2003 : C'est la vie, camarade !
- 2005 : Une famille pas comme les autres
- 2007 : Kaamelott - Livre V d'Alexandre Astier : Anton
- 2013 : L'habit ne fait pas le moine, court-métrage de Sandrine Veysset (La Collection Jeanne Moreau)

### Documentaires
- Bedos, c'est moi ! - Portrait (60 min) réalisé par François Goetghebeur, avec Jamel Debbouze, Gad Elmaleh, Muriel Robin, Thierry Ardisson et Michel Drucker.
- Elle s'appelait Simone Signoret, documentaire réalisé par Christian Lamet et Nicolas Maupied. Guy Bedos apparaît dans ce documentaire dont la première diffusion a lieu le 30 septembre 2010 sur France 5, à l'occasion du 25e anniversaire de la disparition de Simone Signoret dont il était un des amis proche.

## Théâtre
- 1951 : Mon ami le cambrioleur d'André Haguet, mise en scène Jean-Paul Belmondo et Guy Bedos, tournée d'été
- 1954 : Les Pas perdus de Pierre Gascar, théâtre Fontaine
- 1955 : Jeux de princes de Jean Loynel, Petit Marigny
- 1955 : Monsieur chasse de Georges Feydeau, mise en scène Jean Darcante, Théâtre de la Renaissance
- 1956 : Le mari ne compte pas de Roger-Ferdinand, mise en scène Jacques Morel, théâtre Édouard VII
- 1956 : Le Miroir d'Armand Salacrou, mise en scène Henri Rollan, théâtre des Ambassadeurs
- 1957 : Les Pas perdus de Pierre Gascar, mise en scène Jacques Mauclair, théâtre Fontaine
- 1959 : Bon week-end, Monsieur Bennett de Paule de Beaumont d'après Arthur Watkyn, mise en scène Michel Vitold, théâtre de la Gaîté-Montparnasse
- 1960 : Trésor-party de Bernard Régnier, d'après le roman Money in the Bank (Valeurs en coffre) publié en 1946 par Pelham Grenville Wodehouse, mise en scène Jean-Christophe Averty.
- 1962 : L'Idée d'Élodie de Michel André, mise en scène Jean Le Poulain, théâtre Michel
- 1968 : Service de nuit de Muriel Box et Sydney Box, mise en scène Jacques Mauclair, théâtre Gramont
- 1992 : Bedos/Robin (avec Muriel Robin), Olympia
- 1993 : La Résistible Ascension d'Arturo Ui de Bertolt Brecht, mise en scène Jérôme Savary, théâtre national de Chaillot
- 1997 : Dérapage d'après Arthur Miller, mise en scène Jérôme Savary, théâtre de Paris
- 2003 : Guy Bedos de Guy Bedos, Nicolas Bedos et Gérard Miller, mise en scène Jean-Michel Ribes, théâtre national de Nice
- 2004 : Sortie de scène de Nicolas Bedos, mise en scène Daniel Benoin, théâtre national de Nice
- 2006 : En piste ! de Guy Bedos, mise en scène Roger Louret, théâtre national de Nice
- 2007 : Hier, aujourd'hui, demain de Guy Bedos et Jean-Loup Dabadie, mise en scène Roger Louret, théâtre du Rond-Point
- 2009 : Le Voyage de Victor de Nicolas Bedos, mise en scène de l'auteur, théâtre de la Madeleine
- 2011 : Rideau ! de Guy Bedos, mise en scène Roger Louret, théâtre du Rond-Point
- 2015 : Moins 2 de et mise en scène Samuel Benchetrit, théâtre Hébertot

## Publications
- Je craque, Calmann-Lévy, 1976
- En attendant la bombe, Calmann-Lévy, 1980[57].
- Petites drôleries et autres méchancetés sans importance, Seuil, 1989
- Inconsolable et gai, Seuil, 1991
- Envie de jouer, Seuil, 1995
- Merci pour tout, Seuil, 1996
- Pointes, piques et répliques, Le Cherche-Midi, 1998  (ISBN 978-2-86274-585-5)[58]
- Journal d’un mégalo, Seuil, 1999  (ISBN 2-02-025069-1)
- Arrêtez le monde je veux descendre, Le Cherche-Midi, 2003  (ISBN 978-2-7491-0098-2)[59]
- Bête de scène, Hors Collection, 2005  (ISBN 2-7080-1013-1)
- Mémoires d’outre-mère, Stock, 2005  (ISBN 978-2-234-05765-4) [60]
- Sarko and Co, Le Cherche-Midi 2007  (ISBN 2-7491-1209-5)
- Le Jour et l’Heure, Stock, 2008  (ISBN 978-2-234-06151-4)
- Plans rapprochés, Stock, 2011  (ISBN 978-2-234-06476-8) [61]
- J’ai fait un rêve, entretiens avec Gilles Vanderpooten, L'Aube, 2013
- Je me souviendrai de tout - Journal d'un mélancomique, Fayard, 2015  (ISBN 9782213686059)
- À l'heure où noircit la campagne, Fayard, 2017

## Distinctions
- 1990 : Molière du one man show ou spectacle de sketches pour Guy Bedos au Zénith[62].
- 1994 : Chevalier de la Légion d'honneur (décoration qu'il refuse[63])